# Nervus supraclavicularis

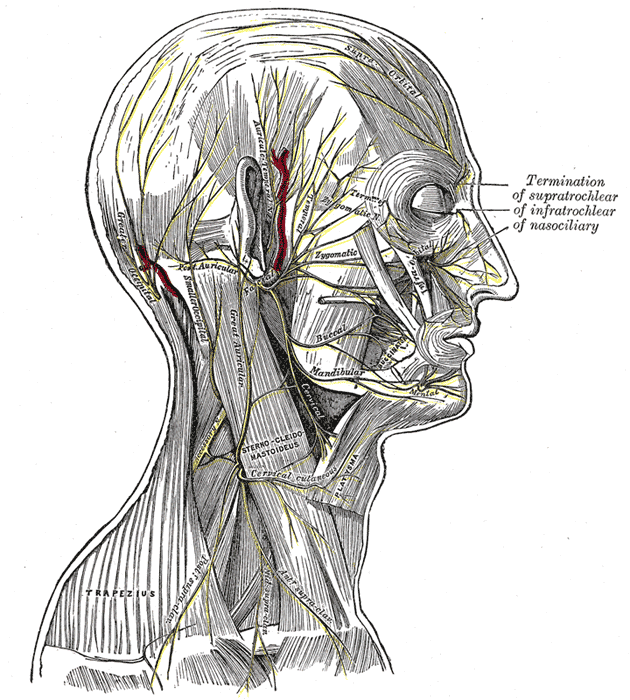
Halsnerven des Menschen

Die Nervi supraclaviculares („Überschlüsselbeinnerven“) sind eine Gruppe sensibler Nerven, die aus dem Halsgeflecht (Plexus cervicalis) entspringen. Die Wurzelzellen dieser Nervengruppe liegen in den Spinalganglien des dritten und vierten Halssegments des Rückenmarks (C3 und C4). Nach Isolation aus dem  Halsgeflecht durchbohren sie am Erbschen Punkt die Halsmuskulatur und steigen am Hals in der Unterhaut ab. 
Nach ihrer Lage werden drei Untergruppen benannt:
- Die Nervi supraclaviculares anteriores („vordere Überschlüsselbeinnerven“) überkreuzen die Vena jugularis externa und den Musculus sternocleidomastoideus in der oberflächlichen Etage (Spatium interaponeuroticum supraclaviculare) der Fossa supraclavicularis major und innervieren die Haut des vorderen Halses.
- Die Nervi supraclaviculares intermedii („mittlere Überschlüsselbeinnerven“) überkreuzen das Schlüsselbein und versorgen die Haut über dem großen Brustmuskel und dem Deltamuskel.
- Die Nervi supraclaviculares posteriores („hintere Überschlüsselbeinnerven“) verlaufen schräg über den Trapezmuskel und das Gräteneck (Acromion) des Schulterblatts und versorgen die Haut im oberen und hinteren Schulterbereich.

Ein Ausfall der Nn. supraclaviculares kann zur Taubheit in den oben genannten Regionen führen, allerdings tritt eine isolierte Unterbrechung dieser Leitungsbahnen selten auf.